# Arminia Bielefeld (Frauenfußball)
Arminia Bielefeld (vollständiger Name: Deutscher Sportclub Arminia Bielefeld e. V.) ist ein Sportverein aus Bielefeld. Die Frauenfußballabteilung besteht seit 1975. Die erste Mannschaft spielt seit dem Abstieg im Jahre 2021 in der Regionalliga West. Von 2016 bis 2018 sowie von 2019 bis 2021 spielten die Bielefelderinnen in der 2. Bundesliga. In der Saison 2019/20 stand die Arminia im Halbfinale des DFB-Pokals.

## Geschichte

### Frühe Jahre (1975 bis 2009)
Im Jahre 1975 wurde eine Abteilung für Frauen- und Mädchenfußball gegründet. Nach anfänglichen Schwierigkeiten, genügend Spielerinnen für die Mannschaften zu finden, wurden die DSC-Mädchen Ende der 1970er Jahre regelmäßig Kreismeister und -pokalsieger. Im Jahre 1980 gelang der Frauenmannschaft schließlich der Aufstieg in die Bezirksliga. 1982 folgte der Abstieg, als es durch zahlreiche Schwangerschaften innerhalb der Mannschaft zu personellen Engpässen kam. Dennoch gelang der sofortige Wiederaufstieg, dem ein Durchmarsch in die Landesliga folgte. Im Nachwuchsbereich konnte die Arminia zwischen 1985 und 1995 mangels Spielerinnen keine Teams stellen.
Der ersten Mannschaft gelang im Jahre 1990 gelang erstmals der Aufstieg in die seinerzeit drittklassige Verbandsliga Westfalen, die höchste westfälische Frauenliga.  Nach einem zwischenzeitlichen Abstieg gelang den Armininen im Jahre 2003 der Wiederaufstieg in die Verbandsliga. Die Mannschaft konnte sich nun in der Verbandsliga, die 2008 in Westfalenliga umbenannt wurde, etablieren. Ein Jahr nach dem Aufstieg übernahm Markus Wuckel, der für die Männermannschaft der Arminia gespielt und vier Einsätze für die Fußballnationalmannschaft der DDR absolviert hatte, das Traineramt.

### Weg in die 2. Bundesliga (2009 bis 2016)
In den Jahren 2009 und 2010 wurden die Bielefelderinnen jeweils Vizemeister hinter dem 1. FFC Recklinghausen bzw. Sportfreunde Siegen. Den größten Erfolg im Pokal erreichte die Mannschaft im Jahre 2010, als sie in das Finale um den Westfalenpokal einzog. Das Endspiel in der SchücoArena konnten jedoch die Gäste des 1. FFC Recklinghausen mit 4:1 für sich entscheiden. Damit qualifizierte sich die Mannschaft für den DFB-Pokal der Frauen. In der ersten Runde traf die Arminia auf den Zweitligisten SV Victoria Gersten und unterlag mit 1:10.
Anfang der 2010er Jahre rutschten die Bielefelderinnen ins Mittelmaß der Westfalenliga zurück. In der Saison 2014/14 übernahm die Mannschaft am neunten Spieltag verstärkt durch die ehemaligen polnischen Erstligaspielerinnen Kamila Kmiecik und Symela Ciesielska die Tabellenführung und gaben diese nicht mehr her. Fortuna Freudenberg wurde im Saisonverlauf mit 13:0 geschlagen. Schließlich sicherte sich das Team am drittletzten Spieltag mit einem 8:0-Sieg bei Westfalia Hagen die Meisterschaft und den Aufstieg in die Regionalliga West.
In der Regionalligasaison 2015/16 standen die Bielefelderinnen erneut an der Tabellenspitze und sicherten sich am drittletzten Spieltag durch einen 4:0-Sieg über die zweite Mannschaft des MSV Duisburg den Aufstieg in die 2. Bundesliga. Während der gesamten Saison blieben die Bielefelderinnen ungeschlagen und erzielten dabei 124 Tore, davon entfielen 34 auf Maxine Birker, die damit Torschützenkönigin wurde, während Kamila Kmiecik 32 Tore erzielte. Die Sportfreunde Siegen wurden im Saisonverlauf mit 10:1, der SV Budberg gar mit 11:0 besiegt.

### Gegenwart (seit 2016)
Mit dem Aufstieg in die 2. Bundesliga Nord wechselte die Mannschaft in das Queller Waldstadion. Im DFB-Pokal 2016/17 erreichten die Bielefelderinnen nach Siegen beim FC Viktoria 1889 Berlin (0:5) und gegen den FSV Gütersloh 2009 (6:2) das Achtelfinale. Dort unterlag die Mannschaft dem Bundesligisten VfL Wolfsburg nur knapp mit 0:2. Derweil gerieten die Bielefelderinnen in der Zweitligasaison 2016/17 nie in Abstiegsgefahr und erreichten Platz fünf. In der folgenden Saison 2017/18 ging es um die Qualifikation zur eingleisigen 2. Bundesliga. Während der gesamten Saison belegten die Bielefelderinnen stets einen zur Qualifikation ausreichenden Platz, ehe die Mannschaft nach einer 1:4-Niederlage bei der zweiten Mannschaft des VfL Wolfsburg am letzten Spieltag noch auf den Abstiegsrang acht abrutschte.
Die Mannschaft blieb trotz des Abstiegs weitestgehend zusammen und sicherte sich bereits zwei Spieltage vor Saisonende nach einem 3:1-Sieg beim SV Bökendorf die Meisterschaft. Sarah Grünheid wurde mit 43 Toren Torschützenkönigin der Liga. Da aus der Regionalliga Nord sich keine Mannschaft um den Aufstieg in die 2. Bundesliga beworben hat, bedeutete die Meisterschaft den direkten Wiederaufstieg. Die Zweitligasaison 2019/20 wurde wegen der COVID-19-Pandemie abgebrochen. Der Abstieg wurde ausgesetzt, wovon die Bielefelderinnen als Tabellenletzter profitierten. Im DFB-Pokal 2019/20 erreichte die Mannschaft das Halbfinale, scheiterte dort aber am VfL Wolfsburg. In der Saison 2020/21 konnte der Abstieg nicht mehr verhindert werden, das Team beendete die Saison auf dem achten und vorletzten Platz und mit zehn Punkten Abstand auf den Relegationsplatz sechs. Während dieser Spielzeit wurde die Zusammenarbeit mit Trainer Markus Wuckel beendet, neuer Trainer wurde Tom Rerucha.
In der folgenden Spielzeit 2021/22 wurde in der Regionalliga West der vierte Platz erreicht. Die Armininnen erreichten 2023 und 2024 jeweils das Endspiel um den Westfalenpokal. Während das Finale 2023 mit 4:0 gegen den VfL Bochum gewonnen wurde, scheiterte die Mannschaft ein Jahr später im Elfmeterschießen an der DJK Wacker Mecklenbeck.

## Persönlichkeiten
- Maxine Birker
- Karolina Bochra
- Claudia Bujna
- Romina Burgheim
- Symela Ciesielska
- Gentiana Fetaj
- Lena Göllner
- Deniz Harbert
- Sandra Hausberger
- Annabel Jäger
- Magdalena Jakober
- Merza Julević
- Kamila Kmiecik
- Veweziwa Kotjipati
- Nina Lange
- Lisa Lösch
- Kirsten Nesse
- Jana Radosavljević
- Giustina Ronzetti
- Friederike Schaaf
- Carina Schlüter
- Kim Schneider
- Lena Schulte
- Maja Sternad
- Sophia Thiemann
- Lisa Venrath
- Susanne Werner
- Aylin Yaren

## Umfeld

### Stadion
Seit dem Wiederaufstieg im Jahre 2019 trägt Arminias Frauenmannschaft seine Heimspiele in der EDImedienArena aus. Das Stadion liegt im Stadtteil Windflöte. Es wird dort auf Hybridrasen gespielt.
Für viele Jahre war der Sportplatz Stadtheide an der Schillerstraße die sportliche Heimat von Arminias Frauenmannschaft. Den Kunstrasenplatz teilte sich die Mannschaft mit dem Verein SCE Rot-Weiss Bielefeld. In der 2. Bundesliga spielten die Bielefelderinnen von 2016 bis 2018 im Waldstadion im Stadtteil Quelle. Das Stadion liegt an der Marienfelder Straße östlich der Gesamtschule Quelle. Der Umzug nach Quelle war nötig geworden, da in der 2. Bundesliga keine Kunstrasenplätze erlaubt sind. Weitere Nutzer des Waldstadions sind der TuS Quelle sowie verschiedene Jugendmannschaften von Arminia Bielefeld. Für das DFB-Pokalspiel gegen den SV Victoria Gersten wichen die Bielefelderinnen in das Stadion Rußheide aus, da im DFB-Pokal der Frauen keine Spiele auf Kunstrasen erlaubt sind. Das Westfalenpokalendspiel im Jahre 2010 gegen den 1. FFC Recklinghausen sowie diverse DFB-Pokalspiele fanden dagegen in der SchücoArena statt.

### Weitere Mannschaften
Die zweite Frauenmannschaft schaffte im Jahre 2009 den Aufstieg in die Landesliga, die nach nur einem Jahr wieder nach unten verlassen werden musste. Im Jahre 2019 gelang der erneute Aufstieg in die Landesliga, dem drei Jahre später der Aufstieg in die Westfalenliga folgte. Die B-Juniorinnen spielten von 2010 bis 2014 in der Westfalenliga. Nach zwei Aufstiegen in Folge gelang 2019 der Aufstieg in die Regionalliga West. Vier Jahre später folgte der Aufstieg in die B-Juniorinnen-Bundesliga.

## Statistik

### Erfolge
| Meisterschaften - Regionalliga West: 2016, 2019 - Westfalenliga: 2015 | Pokale - Westfalenpokalsieger: 2023 - Westfalenpokalfinalist: 2010, 2024 | B-Juniorinnen - Meister der Regionalliga West: 2023 - Westfalenmeister: 2018, 2022 |

### Saisonbilanzen
Grün unterlegte Platzierungen kennzeichnen einen Aufstieg während rot unterlegte Platzierungen auf Abstiege hinweisen.
| Saison  | Liga                        | Level | Platz | S  | U  | N  | Tore   | Punkte |
| ------- | --------------------------- | ----- | ----- | -- | -- | -- | ------ | ------ |
| 2001/02 | Landesliga Westfalen, Gr. 2 | IV    | 06.   | 09 | 1  | 10 | 037:39 | 28     |
| 2002/03 | Landesliga Westfalen, Gr. 2 | IV    | 01.   | 15 | 2  | 03 | 066:22 | 47     |
| 2003/04 | Verbandsliga Westfalen      | III   | 05.   | 14 | 6  | 08 | 084:62 | 48     |
| 2004/05 | Verbandsliga Westfalen      | IV    | 05.   | 13 | 4  | 09 | 079:41 | 43     |
| 2005/06 | Verbandsliga Westfalen      | IV    | 10.   | 06 | 8  | 10 | 043:51 | 26     |
| 2006/07 | Verbandsliga Westfalen      | IV    | 06.   | 09 | 1  | 12 | 049:69 | 28     |
| 2007/08 | Verbandsliga Westfalen      | IV    | 05.   | 13 | 8  | 09 | 059:43 | 41     |
| 2008/09 | Westfalenliga               | IV    | 02.   | 19 | 2  | 05 | 091:26 | 59     |
| 2009/10 | Westfalenliga               | IV    | 02.   | 20 | 4  | 04 | 081:35 | 64     |
| 2010/11 | Westfalenliga               | IV    | 04.   | 15 | 4  | 07 | 064:45 | 49     |
| 2011/12 | Westfalenliga               | IV    | 05.   | 13 | 4  | 09 | 058:59 | 43     |
| 2012/13 | Westfalenliga               | IV    | 10.   | 09 | 3  | 14 | 048:71 | 30     |
| 2013/14 | Westfalenliga               | IV    | 07.   | 16 | 5  | 09 | 086:52 | 53     |
| 2014/15 | Westfalenliga               | IV    | 01.   | 26 | 1  | 03 | 135:38 | 79     |
| 2015/16 | Regionalliga West           | III   | 01.   | 21 | 5  | 0  | 124:23 | 68     |
| 2016/17 | 2. Bundesliga Nord          | II    | 05.   | 10 | 2  | 10 | 044:54 | 32     |
| 2017/18 | 2. Bundesliga Nord          | II    | 08.   | 11 | 2  | 09 | 046:30 | 35     |
| 2018/19 | Regionalliga West           | III   | 01.   | 23 | 1  | 02 | 123:36 | 70     |
| 2019/20 | 2. Bundesliga               | II    | 14. a | 04 | 3  | 09 | 027:33 | 15     |
| 2020/21 | 2. Bundesliga Nord          | II    | 08.   | 03 | 2  | 11 | 021:32 | 11     |
| 2021/22 | Regionalliga West           | III   | 04.   | 15 | 6  | 07 | 067:36 | 51     |
| 2022/23 | Regionalliga West           | III   | 06.   | 10 | 5  | 09 | 040:29 | 35     |
| 2023/24 | Regionalliga West           | III   | 06.   | 12 | 02 | 10 | 059:44 | 38     |
| 2024/25 | Regionalliga West           | III   | 03.   | 15 | 07 | 07 | 052:26 | 49     |

### DFB-Pokalspiele
Die Liste führt alle DFB-Pokalspiele der Arminia. Grün unterlegte Ergebnisse  kennzeichnen einen Sieg der Arminia, während rot unterlegte eine Niederlage kennzeichnen. Gelb unterlegte Ergebnisse zeigen einen Sieg nach Elfmeterschießen.
| Saison  | Runde         | Partie                           | Ergebnis             | Spielort                       |
| ------- | ------------- | -------------------------------- | -------------------- | ------------------------------ |
| 2010/11 | 1             | Arminia – SV Victoria Gersten    | 1:10                 | Stadion Rußheide               |
| 2016/17 | 1             | FC Viktoria Berlin – Arminia     | 0:5                  | Stadion Lichterfelde           |
| 2016/17 | 2             | Arminia – FSV Gütersloh 2009     | 6:2                  | SchücoArena                    |
| 2016/17 | Achtelfinale  | Arminia – VfL Wolfsburg          | 0:2                  | SchücoArena                    |
| 2017/18 | 1             | Herforder SV – Arminia           | 2:3 n. V.            | Ludwig-Jahn-Stadion            |
| 2017/18 | 2             | Arminia – MSV Duisburg           | 2:1                  | SchücoArena                    |
| 2017/18 | Achtelfinale  | Arminia – 1. FFC Turbine Potsdam | 1:2                  | SchücoArena                    |
| 2018/19 | 1             | Magdeburger FFC – Arminia        | 2:5                  | Heinz-Krügel-Platz             |
| 2018/19 | 2             | Arminia – FSV Gütersloh 2009     | 1:0                  | SchücoArena                    |
| 2018/19 | Achtelfinale  | Arminia – Bayer 04 Leverkusen    | 1:2                  | SchücoArena                    |
| 2019/20 | 1             | Eintracht Braunschweig – Arminia | 1:3                  | Eintracht-Stadion Nebenplatz 1 |
| 2019/20 | 2             | Arminia – MSV Duisburg           | 0:0 n. V., 5:3 i. E. | EDImedienArena                 |
| 2019/20 | Achtelfinale  | 1. FC Nürnberg – Arminia         | 1:2                  | Sportpark Valznerweiher        |
| 2019/20 | Viertelfinale | Arminia – SC Sand                | 3:2                  | EDImedienArena                 |
| 2019/20 | Halbfinale    | Arminia – VfL Wolfsburg          | 0:5                  | EDImedienArena                 |
| 2020/21 | 1             | FSV Gütersloh 2009 – Arminia     | 5:1                  | Tönnies-Arena                  |
| 2021/22 | 1             | Arminia – FC Viktoria Berlin     | 1:1 n. V., 3:2 i. E. | EDImedienArena                 |
| 2021/22 | 2             | Arminia – 1. FC Köln             | 0:6                  | EDImedienArena                 |
| 2023/24 | 1             | Rostocker FC – Arminia           | 1:13                 | Sportpark am Damerower Weg     |
| 2023/24 | 2             | Arminia – MSV Duisburg           | 1:6                  | EDImedienArena                 |
| 2024/25 | 1             | FC St. Pauli – Arminia           | 0:2                  | Adolf-Jäger-Kampfbahn          |
| 2024/25 | 2             | Arminia – Werder Bremen          | 0:4                  | SchücoArena                    |